# Nikolai Wassiljewitsch Dokutschajew
Nikolai Wassiljewitsch Dokutschajew (russisch Николай Васильевич Докучаев; wiss. Transliteration Nikolaj Wasilʹevič Dokučaev; * 1891 in Moskau, Russisches Kaiserreich; † 1944 ebenda, Sowjetunion) war ein russisch-sowjetischer Architekt, Stadtplaner, Architekturtheoretiker und Hochschullehrer. Er gehört zu den wichtigsten Vertretern des Rationalismus in der sowjetischen Architektur und war Gründungsmitglied der Architektenvereinigung der Rationalisten ASNOWA.

## Leben
Dokutschajew wurde 1891 in Moskau geboren. Er absolvierte 1916 die Moskauer Hochschule für Malerei, Bildhauerei und Architektur und schloss 1917 die Höhere Kunstschule an der Kaiserlichen Akademie der Künste mit dem Titel Architekten-Künstler ab. 1919 trat er in das Atelier von Boris Koroljow ein, wo er mit der kubistischen Skulptur Erfahrung machte.
Ab 1918 war er als Lehrling und später als Meister in der architektonisch-künstlerischen Werkstatt des Mossowjet (Moskauer Stadtverwaltung) unter Leitung von Iwan Scholtowski und Alexei Schtschussew beschäftigt. Dort arbeitete er unter Schtschussew an dem Generalplan für das Neue Moskau und war als „Meister“ verantwortlich für die Entwürfe des Stadtteils Samoskworetschje. Ab Anfang der 1920er Jahre war er Professor an der Fakultät für Architektur und Leiter der Architekturwerkstatt an der WChUTEMAS (später WChUTEIN). Er entwickelte das Lehrkonzept für das Fach „Grundlagen der Kunst der Architektur“ und begründete damit einen neuen methodischen Ansatz in der Architektenausbildung. 1923 leitete er eine Gruppe von Lehrern und Studierenden der WChUTEMAS, die auf der Allrussischen Landwirtschaftsausstellung das Projekt eines „Neuen Dorfes“ umsetzte.
1923 war Dokutschajew Gründungsmitglied der ASNOWA, der Organisation der Rationalisten, die neben der Vereinigung der Konstruktivisten, der OSA, die wichtigste Vereinigung moderner Architekten in der Sowjetunion der 1920er Jahre war. Geleitet wurde die ASNOWA von Nikolai Ladowski. Ab 1926 kam es zur offenen Auseinandersetzung zwischen Konstruktivisten und Rationalisten, wobei Dokutschajew eine Reihe von Artikeln, besonders gegen die Architekturauffassung Moissei Ginsburgs, schrieb.
Nach der Auflösung aller unabhängigen künstlerischen Vereinigungen trat er dem Bund der Architekten der UdSSR bei. Von 1932 bis 1933 arbeitete er in der Abteilung für Architektur und Planung (APU) (russisch Архитектурно-планировочном управлении (АПУ)) des Mossowjet. Später war er Professor am Moskauer Architektur-Institut.
Dokutschajew stark 1944 in Moskau und wurde auf dem Nowodewitschi-Friedhof begraben.

## Schriften (Auswahl)
- Архитектура рабочего жилища и быт. In: Советское искусство. Nr. 3, 1926, S. 20–24 (russisch).
  - gekürzt nachgedruckt in Wigdarija Chasanowa (Hrsg.): Мастера советской архитектуры об архитектуре. Band 2. Iskusstwo, Moskau 1975, S. 189–190 (russisch, online).
- Архитектура и планировка городов. In: Советское искусство. Nr. 6, 1926, S. 8–17 (russisch).
  - gekürzt nachgedruckt in Wigdarija Chasanowa (Hrsg.): Мастера советской архитектуры об архитектуре. Band 2. Iskusstwo, Moskau 1975, S. 190–194 (russisch, online).
- Архитектура и техника. In: Советское искусство. Nr. 8–9, 1926, S. 3–9 (russisch).
  - gekürzt nachgedruckt in Wigdarija Chasanowa (Hrsg.): Мастера советской архитектуры об архитектуре. Band 2. Iskusstwo, Moskau 1975, S. 194–197 (russisch, online).
- Современная русская архитектура и западные параллели. In: Советское искусство. Nr. 1, 1927, S. 5–12 und Nr. 2, 1927, S. 7–15.
  - gekürzt nachgedruckt in Wigdarija Chasanowa (Hrsg.): Мастера советской архитектуры об архитектуре. Band 2. Iskusstwo, Moskau 1975, S. 197–205 (russisch, online).
- Архитектура и наша школа. In: Строительная промышленность. Nr. 2, 1927, S. 123–125 (russisch).
  - gekürzt nachgedruckt in Wigdarija Chasanowa (Hrsg.): Мастера советской архитектуры об архитектуре. Band 2. Iskusstwo, Moskau 1975, S. 205–207 (russisch, online).
- Архитектурный факультет Вхутемаса. In: Архитектура Вхутемаса. Moskau 1927, S. V–VII (russisch).
  - gekürzt nachgedruckt in Wigdarija Chasanowa (Hrsg.): Мастера советской архитектуры об архитектуре. Band 2. Iskusstwo, Moskau 1975, S. 207–209 (russisch, online).